# Sonneberg (Adelsgeschlecht)

Das Wappen der Herren von Sonneberg

Die Herren von Sonneberg waren ein Adelsgeschlecht, das in der Spätphase der fränkischen Ostkolonisation im 12. und 13. Jahrhundert im Gefolge der Herzöge von Andechs-Meranien auf den Ländereien im Raum Coburg eine herrschaftliche Verwaltung errichtete und aufrechterhielt. Die Herrschaft erstreckte sich vom Thüringer Schiefergebirge im Norden bis zu den bischöflichen Besitzungen im Volkfeldgau am Obermain im Süden. Sitz der Familie war die Burg Sonneberg auf dem Schlossberg der heutigen Stadt Sonneberg.

## Geschichte

### Ursprünge
Die früheste Erwähnung des „castrum sonneberg“ befindet sich gemeinsam mit der des „castrum schaumburg“, Allod der Burggrafen von Meißen aus der Familie Sterker von Wohlsbach und späterer Stammsitz der engen Verwandten der Sonneberger, der Herren von Schaumberg, im Zusammenhang mit der Stiftung des Klosters Banz 1069–1071 in einer Abhandlung, die Heinrich, der Abt des Klosters, allerdings erst nach 1295 verfasste. Ob sich Heinrich mit dieser Ortsangabe auf zur Zeit der Klostergründung tatsächlich existierende Burgen bezog oder nur die Lage der Burgen als Orientierungspunkt angab, ist ungeklärt. Daher kann diese Erwähnung nicht als Beweis für die Existenz der Burg Sonneberg und der Adelsfamilie im 11. Jahrhundert angesehen werden. Dennoch deutet die Quelle darauf hin, dass der Beginn einer systematischen, von Mainfranken ausgehenden Besiedlung und damit sicher auch die Errichtung einer Herrschaft auf dem Reichsgut im Coburger und Sonneberger Raum in der Ära der Markgrafen von Schweinfurt ab etwa 980 anzusetzen ist. Zu Beginn dieser Kolonisation kommen als Ordnungsmacht jedoch auch die Herren von Wildberg in Frage, die im benachbarten Untergau des Östlichen Grabfeldgaues („grapfeld orientalis“) herrschten, in dem zeitgleich ebenfalls mainfränkische Siedlungen entstanden.
Erste urkundliche Nennungen gab es im 12. Jahrhundert in unterschiedlichen Quellen, deren Zuordnung zum Hause Sonneberg ist jedoch auf Grund unterschiedlicher Schreibweisen nicht zweifelsfrei gesichert. 1135 erschien ein „Poppo de Sconnenberg“, 1144 ein „Craft de Suineburc“ als Vasall des Grafen von Andechs und Dynasten von Plassenburg Berthold II., 1172–1177 ein „Oudalricus de Sconenberch“ und 1173–1204 ein „Oulricus de Sunenberc“, dessen Zugehörigkeit schon sehr wahrscheinlich ist. Am Anfang des 13. Jahrhunderts, als die Herrschaft der Herzöge von Andechs-Meranien in der Region gefestigt war, gab es recht häufig Nennungen in meranischen Urkunden. 1204 erschien ein „Hainricus“, 1207 ein „Eberhardus“ als Zeuge für das Kloster Langheim, 1231 ein „Kunemundus“ und 1244 ein „Arnoldus“ in den Schreibweisen „de Sunnenberc“ oder „de Sunnenberg“ als Zeugen oder handelnde Personen in verschiedenen Vertragstexten.

### Burg Sonneberg
Authentische Quellen lokalisierten den Sitz des Geschlechtes um 1260 im Zusammenhang mit einer Erbschaftsstreitigkeit eindeutig auf dem Schloßberg (502 m ü. NN.), oberhalb der heutigen Stadt Sonneberg. Das Haus Sonneberg war wohl eher ein Verwaltungssitz als eine mittelalterliche Verteidigungsanlage. Die exponierte Lage auf dem Sporn des Schloßberges dürfte auch mit einfacheren Umfassungsmauern und Wehrbauten einen ausreichenden Schutz der Burganlage gewährleistet haben. Unterhalb der Burg, am Fuß des Schloßberges, befand sich ein Gutshof, auf dem neben verschiedenen Hofgebäuden auch der eigentliche Adelssitz, die Kemenate und eine als Felsenkirche angelegte Taufkapelle standen.

### Entwicklung
Die Herren von Sonneberg sind erst als Lehensmänner der Grafen von Andechs, dann als turnierfähige Burgmannen und Ministerialen bzw. Dienstmannen im Dienst der Herzöge von Andechs-Meranien nachgewiesen, die für die Verwaltung der Ländereien auf dem meranischen Reichslehen und einer aus dem Herrengutshof und zwei Weilern bestehenden Siedlung unterhalb der Burg Sonneberg zuständig waren. Das Reichsgut war mit außergewöhnlichen Hoheitsrechten wie Halsgerichtsbarkeit, Geleit, Zoll, Bergwerksrecht, hohem Wildbann und dem Kirchenpatronat ausgestattet. Daneben standen die Sonneberger wegen einiger Güter im Coburger Raum und am Rande des Orlagaues in Lehensbeziehungen zur Grafschaft Orlamünde und zu den Herren von Lobdeburg.
Nicht nur das Herzogtum Meranien beanspruchte das Reichslehen für sich. Schon 1056 hatte der Erzbischof Anno II. von Köln ehemaliges Reichsdomänenland um Saalfeld, im südlichen Orlagau und um den Berg Coburg aus dem Erbe der Richeza, der Tochter des Pfalzgrafen Ezzo von Lothringen, durch eine zweifelhafte Schenkung an sich gebracht. In der Folge hatten ausgehend von der Abtei St. Peter und Paul in Saalfeld Benediktinermönche aus dem Erzbistum Köln, aus den im Sinne der Reform von Cluny vorbildlichen Abteien St. Michael auf dem Siegberg und St. Pantaleon in Köln, ab 1075 mit der umfassenden Christianisierung der autochthonen urthüringischen oder elbgermanischen und slawischen Einwohner und der mainfränkischen Siedler begonnen. Daher hatten die Sonneberger auch die Schutzvogtei über die Propstei Sankt Peter und Paul und die Güter der Kirche zu Coburg inne.
Dies war unter dem regionalen Klerus keineswegs unumstritten. Zumindest wurde Heinrich von Sonneberg von einem apostolischen Visitator des Heiligen Stuhls 1225 aufgefordert, den Vogteirechten zu entsagen. Doch dieser Aufforderung widersetzte er sich offensichtlich erfolgreich. Noch im gleichen Jahr wurde die Kirche St. Johannis Baptistae, der erste moderne Kirchenbau in der Siedlung unter der Burg Sonneberg, erstmals genannt. Heinrich behielt die Gerichtsbarkeit über die Untertanen der Propstei. Otto von Meranien rief jedenfalls 1232 den Eberhard, Sohn des Heinrich von Sonneberg, ausdrücklich in seiner Eigenschaft als advocatus der Kirche zu Coburg wegen eines Eingriffs in die Rechte des Klosters Banz in einem Schreiben hart zur Ordnung. Eberhard II. von Sonneberg hatte am Rande des Banzer Forstes die Rodesiedlung Ebersdorf angelegt. Das Lehen des Rodelandes für den Sonneberger Herrenhof wurde erst 1262 vom Bamberger Bischof Berthold von Leiningen Eberhards Neffen, Eberhard III., bestätigt.
Heinrich II. von Sonneberg erwarb 1252, vier Jahre nach dem Ende des Herzogtums Meranien, von der Benediktinerabtei Saalfeld umfangreicheren Besitz im Sonneberger und Coburger Umland, so die Dörfer Oberlind, Unterlind, Malmerz, Weidhausen, Schierschnitz, Hofstädten, Kleingarnstadt und Turwigestatt, wahrscheinlich eine im Zusammenhang mit frühem Bergbau stehende Wüstung oberhalb des Haselbachgrundes. 1260 stifteten er und seine Gemahlin Kunigunde auf dem Ebersdorfer Rodeland das Kloster Sonnefeld (campus solis), 1264 holten sie das Einverständnis der Bischöfe von Würzburg und Bamberg zur Gründung des Nonnenklosters ein und beantragten beim Generalkapitel der Zisterzienser seine Aufnahme in den Zisterzienserorden. Das Kloster zur Heiligen Jungfrau Maria musste nach einem Großbrand 1287 noch einmal neu errichtet werden, diesmal nahe Hofstädten im heutigen Sonnefeld. Die Besiedlung des Klosters erfolgte vom Kloster Maidbronn aus, als dessen Äbtissin 1260 Jutta von Sonneberg genannt wurde. Im gleichen Jahr hatte Heinrich II. das Dorf Frohnlach dem Kloster gegeben. Heinrichs gleichnamiger Sohn stattete es später mit weiteren Gütern aus, seine Töchter waren aller Wahrscheinlichkeit nach die ersten Äbtissinnen des Klosters. 1279 erschien Heinrich II. in der Zeugenreihe der Gründungsurkunde des Klosters Himmelkron, dessen erste Zisterzienserinnen wohl aus Sonnefeld stammten.

### Erlöschen Anfang des 14. Jahrhunderts
In der Folgezeit scheint ein stetiger wirtschaftlicher Verfall eingesetzt zu haben, der durch die Kosten, die für die notwendige Ausstattung des Klosters Sonnefeld anfielen, noch weiter verschärft wurde. Die letzte urkundliche Erwähnung des Geschlechtes datiert aus dem Jahr 1306. Nach dem Aussterben der Sonneberger fiel die kleine Herrschaft 1317 an die Grafen von Henneberg, die 1248 schon Coburg und Rodach aus der andechsschen Erbmasse übernommen hatten und aus diesen und den benachbarten Territorien ihrer „Neuen Herrschaft“ die Pflege Coburg bildeten. Die unterhalb der Burg im 13. Jahrhundert entstandene Ortschaft wurde damals noch „Stätlein zu Rötin unter dem Haus Sunnenberg und (das Dorf) Alt Rötin“ genannt.

## Wappen
Das Wappenbild zeigte drei rote Sparren auf silbernem Grund. Damit waren die Sonneberger wappengleich mit den Herren von Eppstein, was eine Herkunft des Geschlechtes aus dem Rodgau nahelegt. Auffällige Namensgleichheiten mit Epitaphien im Kloster Langheim lassen auf eine enge verwandtschaftlichen Beziehung zu den Herren von Lichtenfels schließen.
Das Gemeindewappen von Ebersdorf erinnert noch an den Einfluss der Herren von Sonneberg. Im Wappen des Fürstentums Sachsen-Coburg ist das Wappen der Herren von Sonneberg abgebildet. In den Wappenrollen des 18. bis 19. Jahrhunderts ging die Bedeutung dieses Wappenbildes an die wappengleiche Grafschaft Ravensberg über.

Ebersdorf bei Coburg
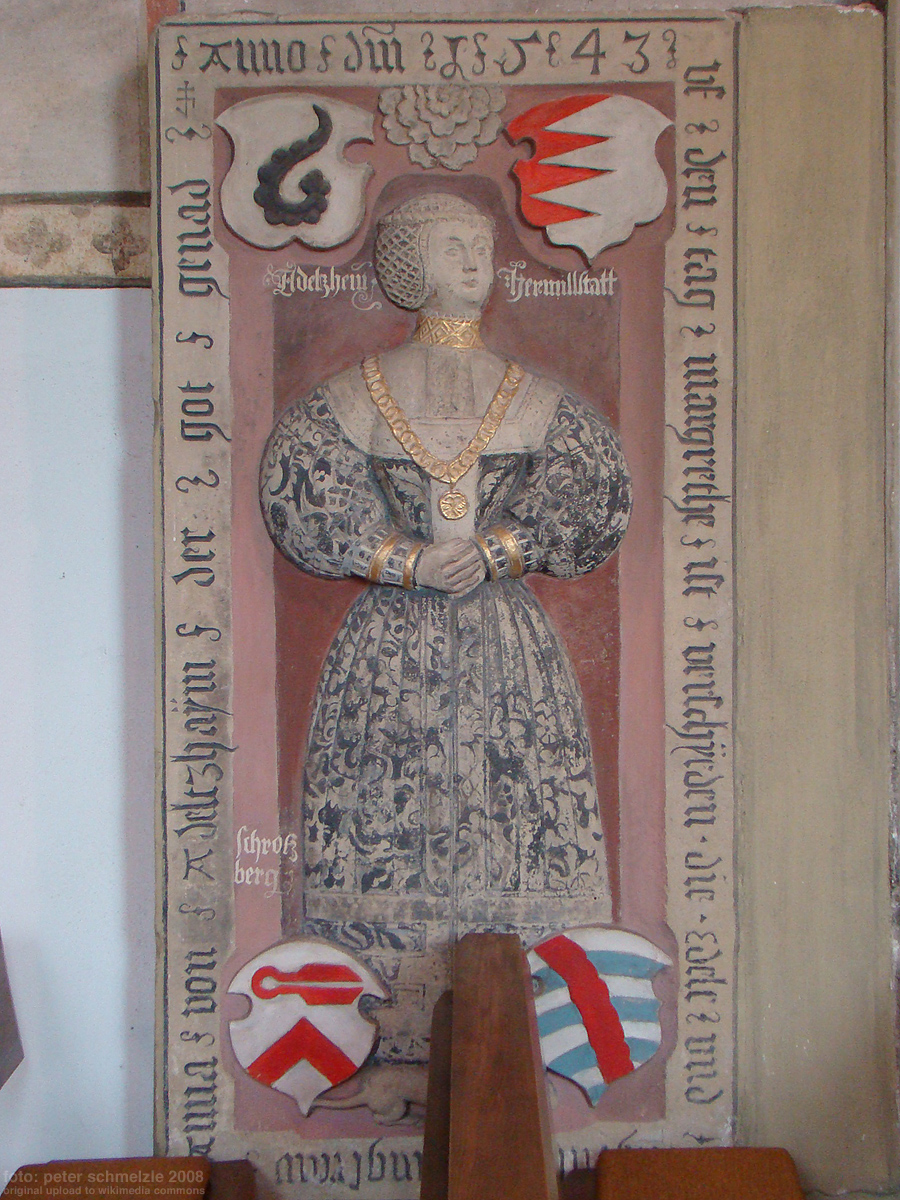
Das gleiche Element im Wappen von Schrotzberg (links unten) auf der Grabplatte der Anna von Adelsheim († 1543) in der Notburgakirche Hochhausen
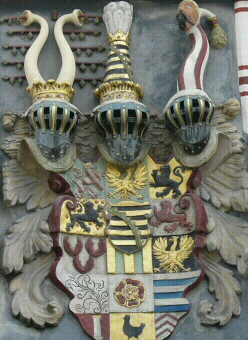
Wappen des Fürstentums Sachsen-Coburg am Stadthaus Coburg
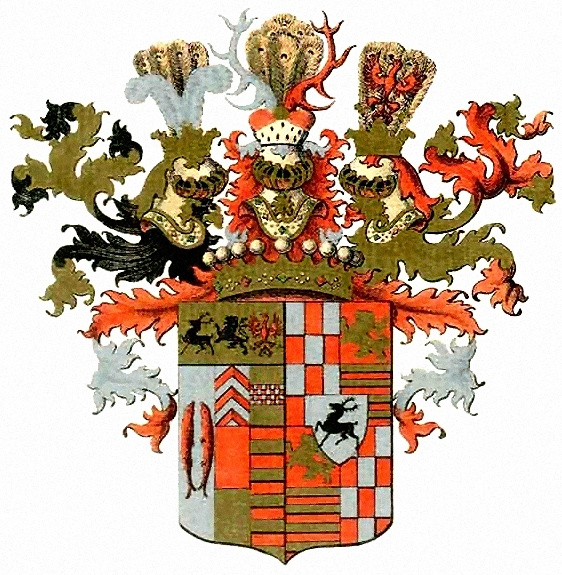
Wappen der Grafschaft Stolberg
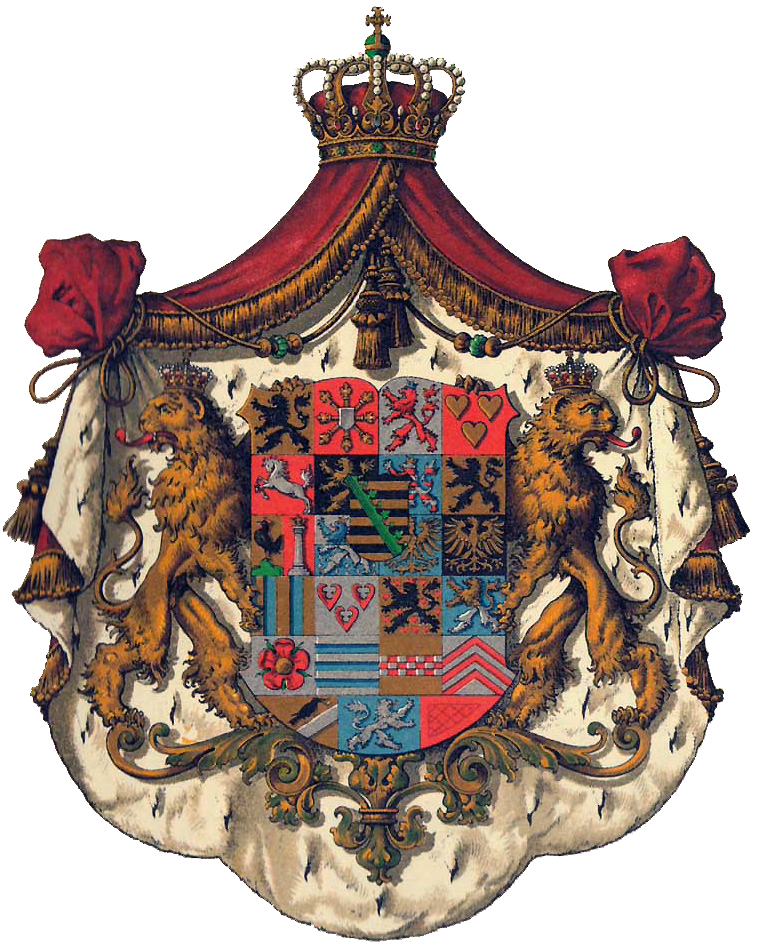
Wappen des Herzogtums Sachsen-Coburg und Gotha
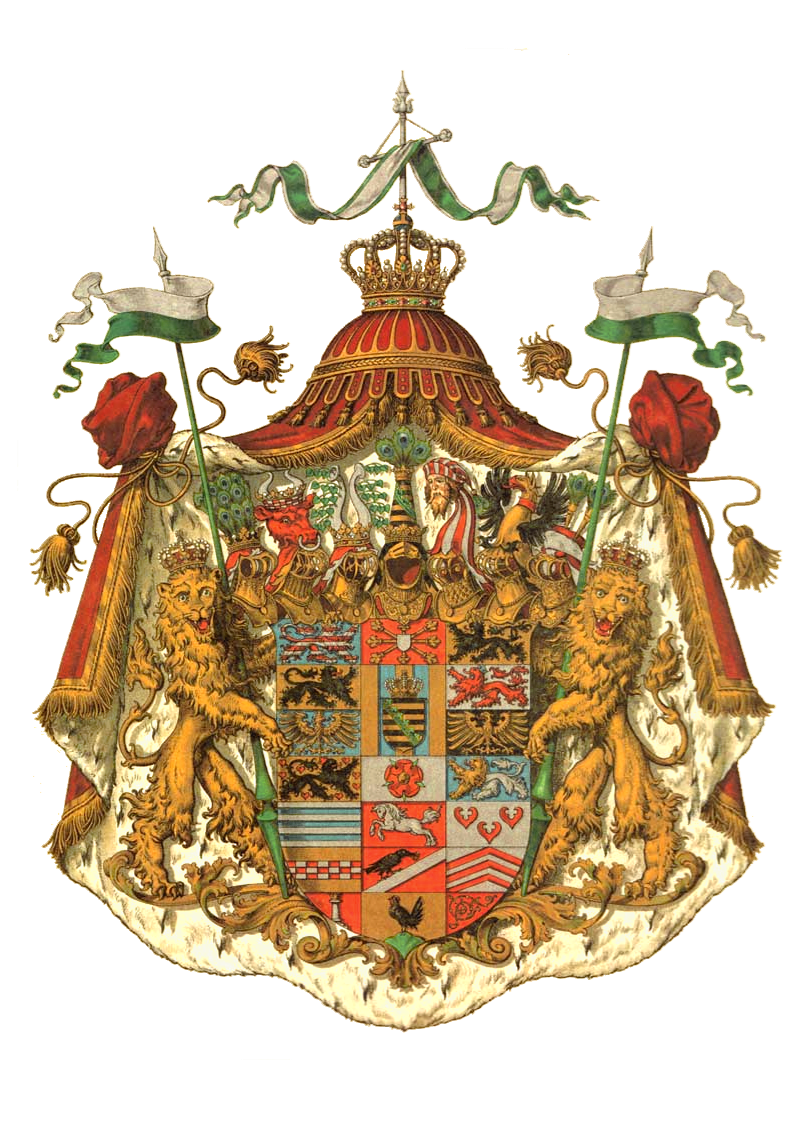
Wappen des Herzogtums Sachsen-Altenburg
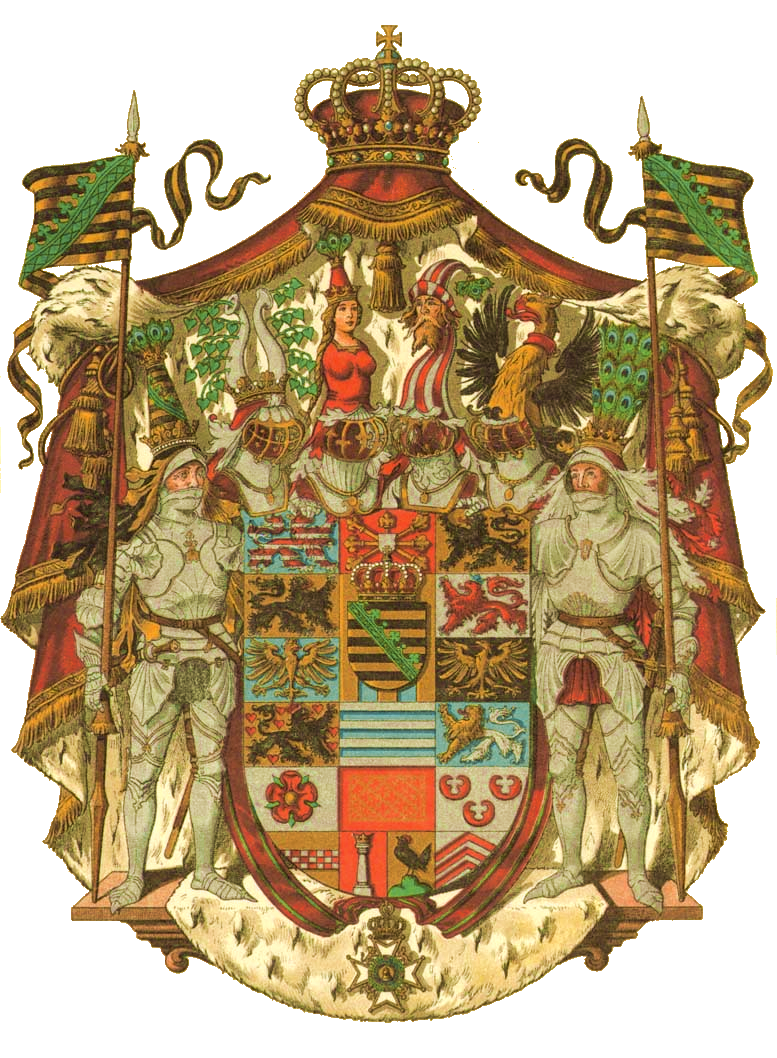
Wappen des Herzogtums Sachsen-Meiningen-Hildburghausen
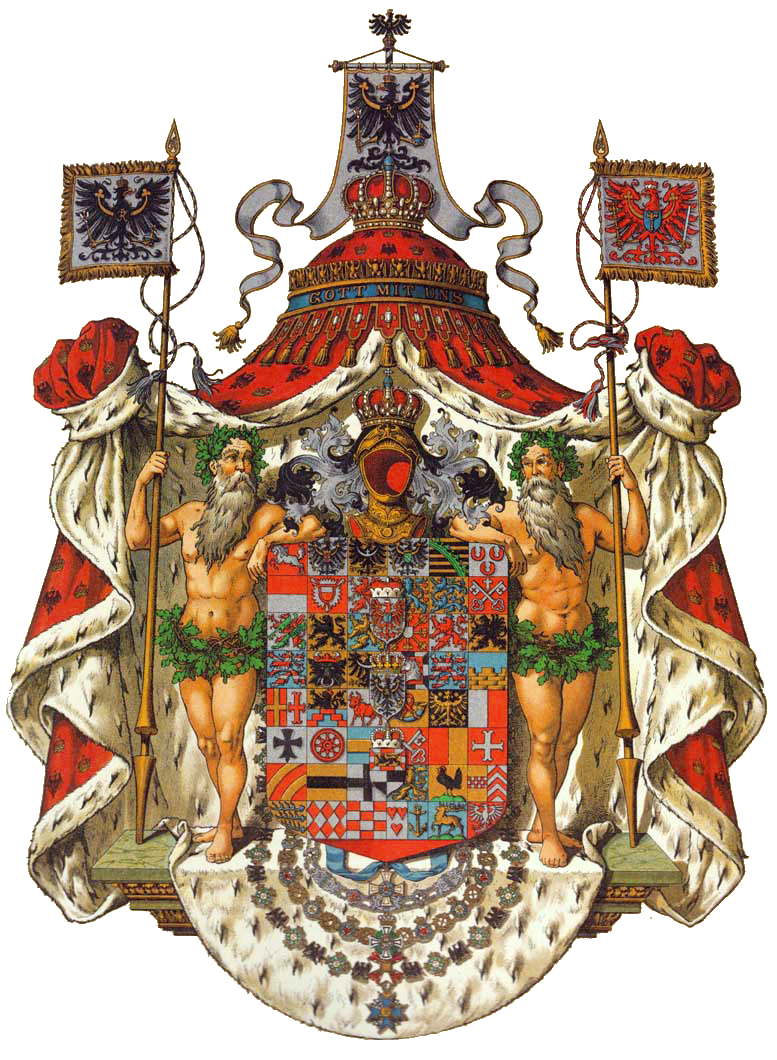
Königreich Preußen

Heinricus und Chunemundus von Sonneberg führten nach heute verschollenen Urkunden des Klosters Sonnefeld ein Siegel, das die Sparren auf der einen Hälfte und in der anderen eine Schaf- oder Tuchschere zeigte. Das Motiv der Schafschere geht möglicherweise auf das Wappen derer von Giech zurück, die nach 1200 in der Region nachweisbar sind und ebenfalls als Ministerialen im Dienste des Hauses Andechs die meranischen Besitztümer im oberfränkischen Raum zwischen Bamberg, Bayreuth und Kulmbach verwalteten. Jedenfalls ist das Wappenbild ein klarer Hinweis auf eine Verbindung mit der angelsächsischstämmigen Sippe der Begründer der Scherinburg, die auch den Leitnamen Cunemund in die Familie brachten. Ein Zweig dieser Familie dürfte zu dieser Zeit in das Haus Sonneberg eingeheiratet haben. Dieses Siegel führten in veränderter Form, mit einem silbernen Sparren auf rotem Grund und als Zeichen der Anerkennung der Henneberger und der Wettiner Lehenshoheit nun schwarzen Schafschere auf goldenem Grund, die Freiherren von Schaumberg-Rauenstein als Familienwappen. Heute findet es sich in den ehemaligen Gemeindewappen von Rauenstein und Effelder-Rauenstein (heute Gemeinde Frankenblick) und mit zwei Sparren im Wappen des Landkreises Sonneberg wieder.

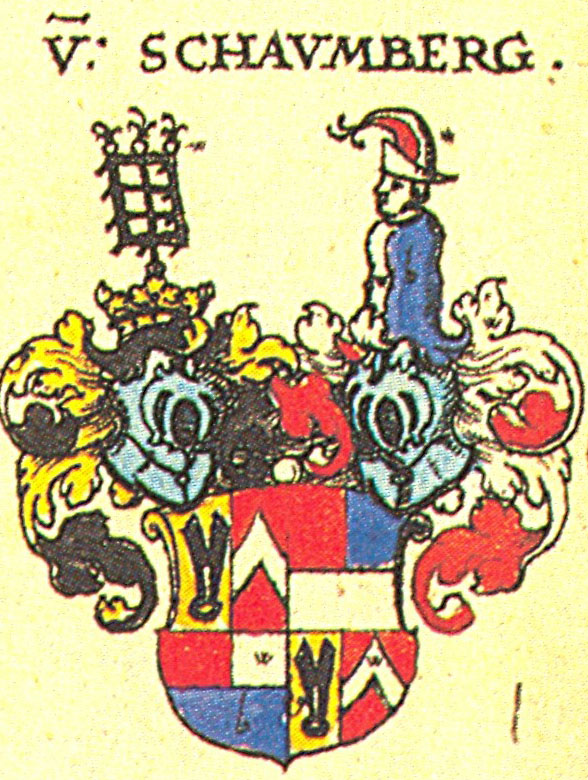
Schaumberg-Rauenstein
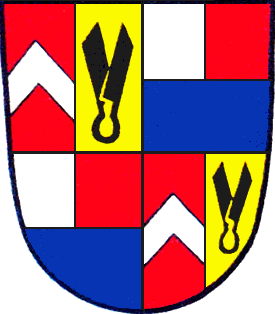
Rauenstein
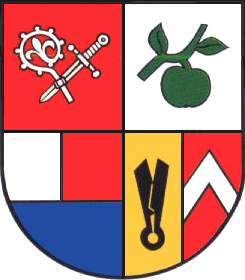
Effelder-Rauenstein
Landkreis Sonneberg

Zieht man das gemehrte Schaumberger Wappen zum Vergleich heran, bestand die Helmzier aus einer Helmkrone und einem Gitterrost als Symbol des Heiligen Laurentius von Rom, der auch als Schutzheiliger der 1116 als Bethaus eingerichteten und 1225 erstmals mit einem Propst besetzten Propstei Zelle der Saalfelder Benediktinerabtei in ihren ausgedehnten Waldungen im südlichen Orlagau galt. Das Ende der Rostes ist mit drei von je drei schwarzen Hahnenfedern besteckten Kugeln verziert. Die Helmdecke ist golden mit schwarzer Unterseite. Für das Sonneberger Stammwappen ist dieses Helmkleinod nicht gesichert.

## Stammliste
Diese Stammliste basiert auf einer Rekonstruktion von Paul Oesterreicher in: Geschichte der Herrschaft Banz, Band II, Anhang, Bamberg 1833, die allerdings keine Quellen beinhaltet.
1. Poppo de Sconnenberg (1135)
2. Craft de Suineburc (1144)
  1. Udalrich de Sconenberch (1172–1177)
  2. Ulrich de Sunenberc (1173–1204)
    1. Heinrich I. (1204–1232) ⚭ Richeza (von Giech bzw. von Kölleda?) (1238)
      1. Jutta (1260), Äbtissin zu Maidbronn
      2. Eberhard II. (1223–1238)
      3. Heinrich II. (vor 1249–1288) ⚭ Kunigunde
        1. Heinrich III. (vor 1263)
        2. Eberhard III. (1263–1288)
          1. Heinrich IV. (1274)

        3. Kunemund II. (1263–1306) ⚭ Adelheid († vermutlich um 1310)
        4. mehrere Töchter, vermutlich Agnes († 1306) und Irmengard († 1305), Äbtissinnen des Klosters Sonnefeld

      4. Kunemund zu Lichtenfels (1231–1272) ⚭ Mechthild von Burgdorf
        1. Mechthild († 1303), Äbtissin des Klosters Sonnefeld

      5. Arnold (1244–1271), Domherr zu Bamberg

    2. Eberhard I. (1207)